# Gabriel Nuchelmans
Gabriel R. F. M. Nuchelmans (* 15. Mai 1922 in Oud-Gastel/Nordbrabant; † 6. August 1996) war ein niederländischer Philosoph mit den Schwerpunkten Philosophiegeschichte, sowie Logik und Sprachphilosophie.

## Leben
Nach Abschluss des Gymnasiums am bischöflichen Kolleg von Roermond studierte Nuchelmans an der katholischen Universität Nimwegen, wo er 1947 das Examen machte. Während des Doktorats verbrachte er ein Jahr in Freiburg/Schweiz bei Olof Gigon und Joseph Maria Bocheński. 1947/48 besuchte er Veranstaltungen von Alfred Ayer und Stuart Hampshire am University College London. Weiterhin hörte er an der London School of Economics Karl Popper und John O. Wisdom. Nach Erwerb des PhD unterrichtete Nuchelmans vierzehn Jahre lang Latein und Griechisch in Velsen. Ab 1964 lehrte er am philosophischen Institut der Universität Leiden Philosophie der Antike und Analytische Philosophie sowie deren Geschichte, bis er mit seiner Abschiedsvorlesung am 10. September 1987 in den Ruhestand trat. Nuchelmans war seit 1975 Mitglied der Königlich-Niederländischen Akademie der Wissenschaften. Sein großes Werk in drei Bänden über die Geschichte der Proposition wird für lange Zeit das Standardwerk bleiben.

## Schriften
- Studien über Philologos, Philologia und Philologein, Zwolle 1950
- Theories of the proposition: Ancient and medieval conceptions of the bearers of truth and falsity, North-Holland, Amsterdam/London 1973, ISBN 0-7204-6188-X
- Late-Scholastic and Humanist Theories of the Proposition (Verhandelingen Der Koninklijke Nederlandse Akademie Van Wetenschappen, Afd. Letterkunde), Royal Netherlands Academy of Arts & Sciences 1980, ISBN 978-0-7204-8468-7
- Judgement and proposition : from Descartes to Kant, North-Holland, Amsterdam/London 1983, ISBN 0-444-85571-8
- Geulincx Containment Theory of Logic (Mededelingen Der Koninklijke Nederlandse Akademie Van Wetenschappen, Afd. Letterkunde), Royal Netherlands Academy of Arts & Sciences 1988, ISBN 978-0-444-85698-2
- Dilemmatic arguments: Towards a history of their logic and rhetorics, North-Holland, Amsterdam/London 1991, ISBN 0-444-85730-3
- Secundum/Tertium Adiacens. Vicissitudes of a Logical Distinction (Mededelingen Der Koninklijke Nederlandse Akademie Van Wetenschappen, Afd. Letterkunde), Royal Netherlands Academy of Arts & Sciences, Amsterdam 1992, ISBN 978-0-444-85762-0
- Studies in the History of Logic and Semantics, 12th – 17th Century, herausgegeben durch E.B.Bos, Variorum, Aldershot 1996 (online; PDF; 105 MB)
- Logic in the Seventeenth century: Preliminary remarks and the constituents of the proposition, The Cambridge history of Seventeenth-century philosophy. Edited by Garber Daniel and Ayers Michael. Cambridge: Cambridge University Press 1998. pp. 103–117
- Proposition and Judgement, The Cambridge history of Seventeenth-century philosophy. Edited by Garber Daniel and Ayers Michael. Cambridge: Cambridge University Press 1998. pp. 118–131
- Deductive reasoning, The Cambridge history of Seventeenth-century philosophy. Edited by Garber Daniel and Ayers Michael. Cambridge: Cambridge University Press 1998. pp. 132–146

Populärwissenschaftliche Schriften
- David Hume, 1965 (Niederländisch)
- Proeven van analytisch filosoferen, 1967
- Overzicht van de analytische wijsbegeerte. 1969
- Wijsbegeerte en taal, 1976
- Taalfilosofie. Een inleiding. 1978